# Mr. Arrow Key
Mr. Arrow Key este cel de al treilea single al cântăreței germane Lena de pe albumul Stardust. Single-ul a fost lansat pe data de 17 mai 2013.

## Background
Melodia a fost scrisă de către Lena, Linda Carlsson și Sonny Boy Gustafsson. Gustafsson este totodată și producătorul melodiei. Linda Carlsson este cunoscută și ca Miss Li în Suedia. Linda Carlsson are și un duet împreună cu Lena la o altă melodie de pe album, numită ASAP. Gustafsson și Carlsson au mai scris sau produs câteva melodii pentru Lena pe noul album.
Mr. Arrow Key a fost înregistrată în Suedia, în studioul Gröhndal Årstaberg. Melodia a fost publicată pentru prima dată pe data de 12 octombrie 2012, fiind a doua piesă pe lista melodiilor de pe album. Din punct de vedere tehnic, cântecul este de genul pop, folk și cu influențe swing.
Din punct de vedere al versurilor cântecul este despre un conflict în viață și despre dorința de a găsi ceva sau pe cineva care să seteze o direcție clară. Arrow Key înseamnă un buton săgeată, dar în cântec, metaforic, înseamnă o direcție: "Been climbing up / the walls but I am falling down / I’ve been running through the streets / But I still haven’t found / I’m looking for, I’m searching for it desperately / But I can’t find the arrow key."
Pe 18 aprilie Lena a anunțat pe site-ul ei oficial că Mr. Arrow Key va fi cel de al treilea single de pe album. La începutul lunii mai cântecul a fost adăugat pe Amazon, ca single.
Melodia a fost prezentată pentru prima dată la televizor la o emisiune din Germania pe canalul Sat.1 pe data de 12 octombrie 2012 Melodia a făcut parte din set-listul celui de al doilea turneu al Lenei, No One Can Catch Us Tour, fiind cea de a treia melodie din set-list. Pe 10 mai 2013 Lena a interpretat melodia la finala concursului de muzică The Voice Kids, versiunea din Germania, Lena fiind unul dintre cei 3 membri ai juriului.
Într-un interviu, Lena a descris povestea din cântec:
În anii recenți mi-am dorit pe cineva care sa ma ghideze în deciziile grele. Cineva cu un ultim plan pentru viața mea. Un fel de sistem de navigare foarte personal. Acesta este punctul în Mr. Arrow Key.
Am scris melodia împreună cu minunata Linda Carlsson și am produs-o împreună cu  Sonny Gustafsson. Întotdeauna mi-am dorit un cântec cu trompete. Și acum în sfârșit îl am.

## Videoclipul Muzical
Videoclipul muzical a fost lansat pe 14 mai 2013. Videoclipul conține mai multe imagini din turneul Lenei, din cele 13 orașe germane în care Lena a susținut concerte în cadrul turneului.

## Track listing
| Nr. | Titlu                             | Lungime |  |
| 1.  | „Mr. Arrow Key”                   | 3:33    |  |
| 2.  | „Mr. Arrow Key” (Live in Hamburg) | 4:18    |  |
| 3.  | „Stardust” (Live in Hamburg)      | 5:06    |  |
| 4.  | „Goosebumps” (Live in Hamburg)    | 4:38    |  |

## Credite
- Scriitori: Lena Meyer-Landrut,Sonny Boy Gustafsson, Linda Carlsson
- Producător: Sonny Boy Gustafsson
- Voce: Lena Meyer-Landrut
- Chitară, Sintetizator, Percuție: Sonny Boy Gustafsson
- Voci de fundal: Sonny Boy Gustafsson, Linda Carlsson
- Chitară bas: Clas Lassbo
- Tobe: Gustav Nahlin
- Trompetă: Johan Jonsson
- Saxofon: Linus Lindblom
- Trombon: Magnus Wiklund
- Mix: Black Pete
- Mastering: Greg Calbi

## Topuri
| Topuri (2013)                   | Poziția în top |
| ------------------------------- | -------------- |
| Germania (Media Control Charts) | 46             |